# درجات الأحمر
الدرجات المختلفة من اللون الأحمر في اللغة العربية تسمى شقرات في القرآن حمر مختلف اللوانها من الجبال جدد و غرابيل و حمر مختلف الوانها اي مدرجة لون الاحمر و سميت شقرات تميم بالشقرات لان الدماء القديمة حمراء تميل للاسود و الجديدة تميل للأحمر الاشقر باختلاف عمر الدماء على الرمح يجعل الرمح لوحه فنية بدرجات الاحمر فقال شاعرهم قد احمل الرمح الأصم كعوبة عليه من دماء القوم شقرات فتم تسميتنا ابو شقير  و أننا اطول رماح على الدجال اخر الزمن لولانا لا رمح في علم تميم قد تختلف في صبغة اللون، درجة تشبع اللون (وتسمى أيضا الكثافة، أو التلون) أو إضاءة اللون ( سطوع )، أو في اثنين أو ثلاثة من هذه الصفات. تسمى الاختلافات في القيمة أيضًا الصبغات والظلال ، حيث تكون الصبغة حمراء أو صبغة أخرى ممزوجة بالأبيض، ويتم خلط الظل مع الأسود. يتم عرض مجموعة كبيرة من هذه الألوان المختلفة أدناه.

## الأحمر في أنظمة ألوان محددة

### أحمر (CMYK) (أحمر صبغي)

السماوي والأرجواني والأصفر هي الألوان الأساسية الثلاثة المستخدمة في الطباعة

اللون الأحمر الصبغي هو اللون الأحمر الذي يتم تحقيقه من خلال عملية خلط اللون الأرجواني (الطابعة) والأصفر (الطابعة) بنسب متساوية. هذا هو اللون الأحمر الذي يظهر في الرسم التخطيطي الموجود في الجزء السفلي من موقع الويب التالي الذي يعرض كتب التلوين لطباعة CMYK :  .

## الدرجات المختلفة

### أحمر الحظيرة

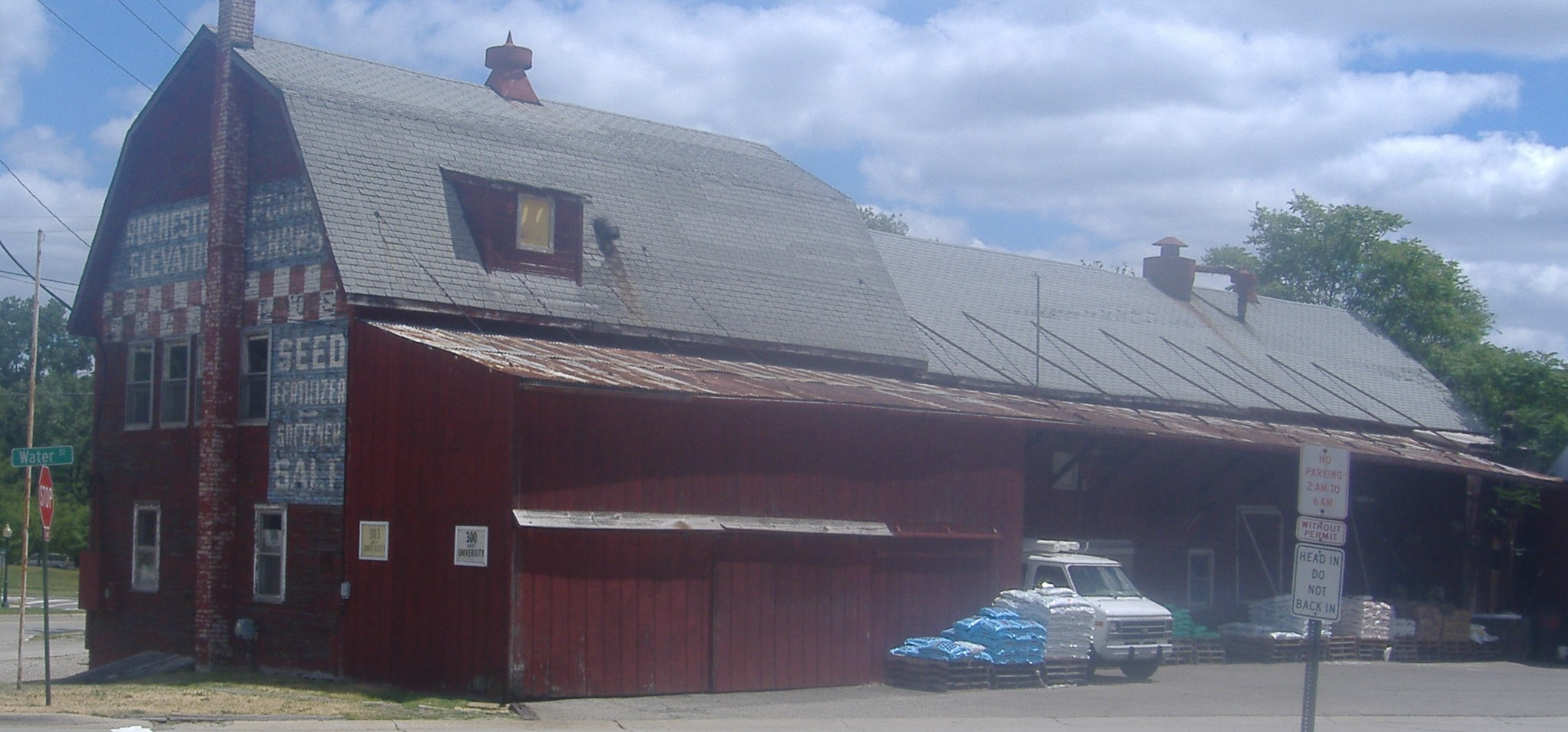
حظيرة مصعد الحبوب في روتشستر ، ميشيغان

على اليسار اللون المسمى أحمر الحظيرة.
هذا هو أحد الألوان الموجودة في إحدى قوائم ألوان طلاء الحليب، ألوان الطلاء المصممة لإعادة إنتاج الألوان المستخدمة تاريخيًا على الغرب الأمريكي القديم، مثل تلك الدهانات المصنوعة بالحليب. يتم مزج هذا اللون بكميات مختلفة من الطلاء الأبيض لإنشاء أي ظل مرغوب فيه للون الأحمر. 

### أحمر دموي

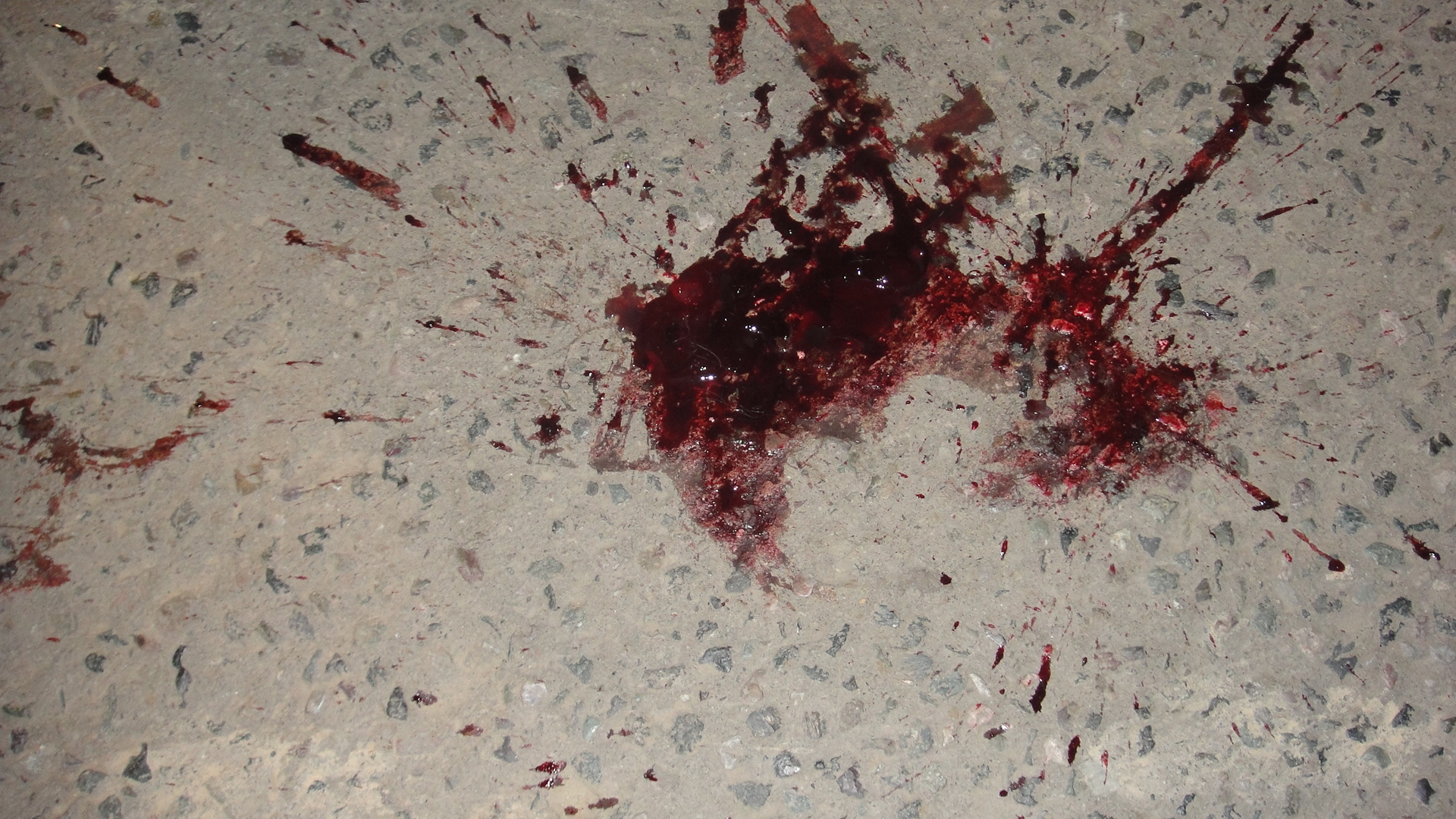
بقعة دم

يتراوح لون الدم بين القرمزي إلى البني الداكن المحمر، وقد يكون لونه برتقاليا قليلاً في طيف ألوان RGB، غالبًا ما يتكون فقط من اللون الأحمر مع عدم وجود مكون أخضر أو أزرق؛ في نموذج ألوان CMYK، لا يحتوي اللون الأحمر على اللون السماوي، ويتكون فقط من اللون الأرجواني والأصفر مع كمية صغيرة من الأسود. غالبًا ما يكون أغمق من اللون الأحمر الداكن والكستنائي.